# Dominique Peccatte
Dominique Peccatte (Mirecourt, 15 luglio 1810 – Mirecourt, 13 gennaio 1874) è stato un archettaio francese.
Allievo di Persoit presso il laboratorio di Jean Baptiste Vuillaume, ha creato un proprio stile caratteristico adattando la testa ad ascia introdotta da Tourte, ed è stato uno dei più influenti archettai della scuola francese, solitamente considerato secondo solo a Tourte stesso.
Alla sua famiglia appartennero anche altri archettai di fama, tra i quali il fratello François e il nipote Charles. Tra i suoi allievi spiccano Joseph Henry e Pierre Simon.

## Biografia
Dopo qualche tempo come apprendista liutaio a Mirecourt, si trasferì a Parigi a sedici anni, nel 1826, per lavorare come apprendista presso la bottega di Jean Baptiste Vuillaume, nella quale fu affidato alla supervisione di Jean Pierre Marie Persoit e forse dello stesso Tourte. Costruttore di grande talento, a partire dal 1836 collaborò con François Lupot II, succedendogli alla guida della bottega alla sua morte, nel 1838. Tale evento segnò l'inizio del suo periodo d'oro, che lo vide perfezionare il suo stile. Nel 1841 suo fratello minore François iniziò a lavorare come archettaio, e il suo laboratorio impiegò anche Joseph Henry e Pierre Simon.
Nonostante il successo, alla morte della madre nel 1847 abbandonò l'attività, acquistando la quota di eredità del fratello François e ritirandosi a Mirecourt, dove acquistò una nuova casa in rue des Cloîtres e si dedicò principalmente all'amministrazione delle tenute di famiglia sino alla sua morte, nel 1874.

## Stile
Lo stile di Peccatte si evolvette con alcuni cambiamenti nel corso del tempo, ma fu sempre caratterizzato da grande forza. Si basò sulla testa del modello Tourte, e introdusse una curva peculiare e facilmente riconoscibile, spostata più verso la parte bassa e con l'estremità della bacchetta quasi diritta, conferendo grande controllo dell'arco alla punta. Le sue bacchette sono pesanti e più rigide rispetto alla produzione dei suoi predecessori, e trovano un buon compromesso rinunciando ad una certa misura di qualità timbrica rispetto agli archi di Tourte, a favore di grande volume e ricchezza di suono.